# عدمية وجودية

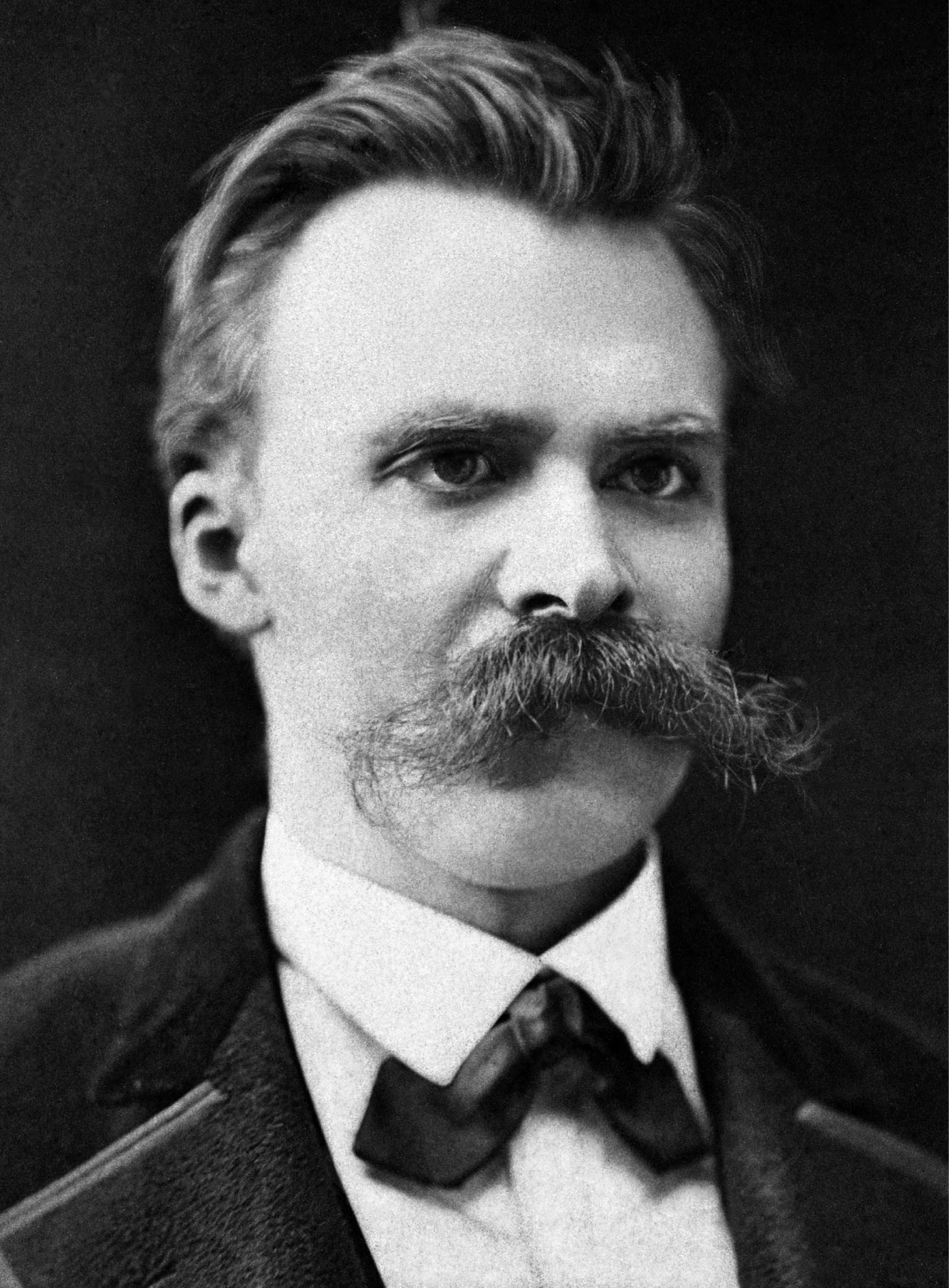
يعد فريدريك نيتشه شخصية رئيسية في العدمية الوجودية.

العدمية الوجودية (بالإنجليزية: Existential nihilism)‏ هي النظرية الفلسفية القائلة بأن الحياة ليس لها معنى أو غرض موضوعي. يستكشف اللامعنى المتأصل للحياة إلى حد كبير في المدرسة الفلسفية الوجودية، حيث يمكن للمرء أن يخلق "معنى" أو "غرضًا" شخصيًا خاصًا به. يستكشف الصراع المفترض بين رغبتنا في المعنى وواقع العالم الذي لا معنى له في المدرسة الفلسفية العبثية. من بين جميع أنواع العدمية، حظيت العدمية الوجودية بأكبر قدر من الاهتمام الأدبي والفلسفي.

## التاريخ
يستكشف سفر الجامعة في الكتاب المقدس على نطاق واسع عدم معنى الحياة.
"بلا معنى! لا معنى له!" يقول المعلم. "لا معنى له على الإطلاق! كل شيء لا معنى له."
ماذا ينتفع الناس من كل أتعابهم التي يكدحون بها تحت الشمس؟
أجيال تأتي وأجيال تذهب، ولكن الأرض تبقى إلى الأبد.
تشرق الشمس وتغرب الشمس، وتسرع عائدة إلى حيث تشرق.
تهب الرياح جنوبا وتتجه نحو الشمال. تدور وتدور، وتعود دائمًا إلى مسارها.
جميع الأنهار تصب في البحر، لكن البحر لا يمتلئ أبدًا. إلى المكان الذي تأتي منه الأنهار، هناك تعود مرة أخرى.
كل الأشياء مرهقة، أكثر مما يمكن أن يقوله المرء. لا تشبع العين من الرؤية، ولا تمتلئ الأذن من السمع.
ما كان سيكون مرة أخرى، وما تم سيتم القيام به مرة أخرى؛ لا جديد تحت الشمس.
هل هناك أي شيء يمكن أن نقول عنه: "انظر! هذا شيء جديد"؟ لقد كان هنا بالفعل، منذ زمن طويل؛ لقد كان هنا قبل عصرنا.
لا أحد يتذكر الأجيال السابقة، وحتى الأجيال القادمة لن تُذكر
خلال عصر النهضة، لخص وليم شكسبير وجهة النظر العدمية الوجودية من خلال عقلية مكبث في نهاية المسرحية التي تحمل نفس الاسم.
وكل غد يزحف بهذه الخطى الحقيرة يوماً إثر يوم
حتى المقطع الأخير من الزمن المكتوب،
وإذا كل أماسينا قد أنارت للحمقى المساكين
الطريق إلى الموت والتراب، ألا انطفئي، يا شمعة وجيزة!
ما الحياة إلا ظل يمشي، ممثل مسكين
يتبختر ويستشيط ساعته على المسرح
ثم لا يسمعه أحد: إنها حكاية
يحكيها معتوه، ملؤها الصخب والعنف،
قال الفيلسوف ديفيد هيوم:
توسع أرتور شوبنهاور، وسورين كيركغور، وفريدريك نيتشه في هذه الأفكار، وأصبح نيتشه، على وجه الخصوص، شخصية رئيسية في العدمية الوجودية. مع كيركغور، تطور مفهوم العبثية، وهو ما يفسر مفهوم محاولة البشر إيجاد المعنى في عالم لا معنى له.
انتشرت الحركة الوجودية الملحدة في فرنسا في الأربعينيات. ناقش كتاب جان بول سارتر الوجود والعدم وأسطورة سيزيف لألبير كامو هذا الموضوع. توسع سارتر وكامو في موضوع العبثية. كتب كامو المزيد من الأعمال، مثل الغريب، كاليغولا، الطاعون، السقطة، والمتمرد. وتشمل الشخصيات الأخرى مارتن هايدغر وجاك دريدا. بالإضافة إلى ذلك، فإن العمل الحياتي الحائز على جائزة بوليتزر لإرنست بيكر "إنكار الموت" عبارة عن مجموعة من الأفكار حول العدمية الوجودية.

## الحجج
جادل شوبنهاور بأن حقيقة شعورنا بالملل تظهر العبث المتأصل في الحياة، لأنه إذا كانت للحياة نفسها قيمة فلن نشعر بالملل:
تهدف النظرية إلى وصف الوضع الإنساني لخلق نظرة للحياة وخلق المعنى، والذي لخص على النحو التالي: "نتبختر ونغضب ونخدع أنفسنا قدر الإمكان، فحياتنا ليست ذات أهمية، ومن غير المجدي أن نسعى أو نخدع أنفسنا". يؤكدون المعنى حيث لا يمكن العثور عليه." يدعي العدميون الوجوديون أنه، لكي نكون صادقين، يجب على المرء أن يواجه عبثية الوجود، وأننا سنموت في النهاية، وأن الدين والميتافيزيقا هما مجرد نتائج للخوف من الموت والسعي لإيجاد المعنى في عالم لا معنى له.
يؤكد العدميون أن حتمية الموت تجعل كل طموح في الحياة بلا معنى.
وجهة نظر بيتر فيسل زابفه هي أن البشر يولدون بمهارة متطورة (الفهم ومعرفة الذات) والتي لا تتناسب مع تصميم الطبيعة. إن رغبة الإنسان في التبرير في أمور مثل الحياة والموت لا يمكن إشباعها، وبالتالي فإن لدى البشرية حاجة لا تستطيع الطبيعة إشباعها. المأساة، بعد هذه النظرية، هي أن البشر يقضون كل وقتهم في محاولة ألا يكونوا بشرًا. فالإنسان إذن مفارقة.
في كتاب المسيح الأخير، وصف زابفه أربع آليات دفاعية رئيسية تستخدمها البشرية لتجنب مواجهة هذه المفارقة:
1. العزلة هي "الطرد التعسفي الكامل من الوعي لكل الأفكار والمشاعر المزعجة والمدمرة".
2. الارتساء هو "تثبيت النقاط داخل أو بناء الجدران حول الصراع السائل للوعي". توفر آلية الارتساء للأفراد قيمة أو نموذجًا مثاليًا لتركيز انتباههم عليه باستمرار. طبق زابفه أيضًا مبدأ الارتساء على المجتمع وذكر أن "الله، والكنيسة، والدولة، والأخلاق، والقدر، وقوانين الحياة، والشعب، والمستقبل" كلها أمثلة على ثوابت الارتساء الأولية الجماعية.
3. الإلهاء ويحدث عندما "يحد المرء من انتباهه إلى الحدود الحرجة من خلال أسره باستمرار بالانطباعات". يركز الإلهاء كل طاقتنا على مهمة أو فكرة لمنع العقل من الانقلاب على نفسه.
4. التعلية هي إعادة تركيز الطاقة بعيدًا عن المنافذ السلبية، نحو المنافذ الإيجابية. ينأى الأفراد بأنفسهم وينظرون إلى وجودهم من وجهة نظر جمالية (مثل الكتاب والشعراء والرسامين). وأشار زابفه نفسه إلى أن أعماله المنتجة كانت نتاج التعلية.

وفقًا لدونالد أ. كروسبي: